# Jan (biskup gnieźnieński 1434–1469)
Jan (ur. ?, zm. w 1468 lub w 1469) – polski duchowny rzymskokatolicki, franciszkanin, biskup pomocniczy gnieźnieński i kujawsko-pomorski.

## Życiorys
Zdobył bakalaureat z teologii.
W listopadzie 1434 papież Eugeniusz IV prekonizował go biskupem pomocniczym archidiecezji gnieźnieńskiej oraz biskupem in partibus infidelium natureńskim. Brak informacji kiedy i od kogo przyjął sakrę biskupią.
Pomiędzy 1440 a 1444 przeniósł się do diecezji kujawsko-pomorskiej. Nie są znane powody przenosin, być może spowodowane one były poparciem przez arcybiskupa gnieźnieńskiego Wincentego Kota antypapieża Feliksa V. Na taki powód wskazuje powrót biskupa Jana do Gniezna w 1447, czyli po uznaniu przez arcybiskupa Kota za prawowitego papieża Mikołaja V i zwróceniu mu kapelusza kardynalskiego otrzymanego od Feliksa V.
Biskup Jan zmarł zimą 1468/1469.